# Bụi kim cương

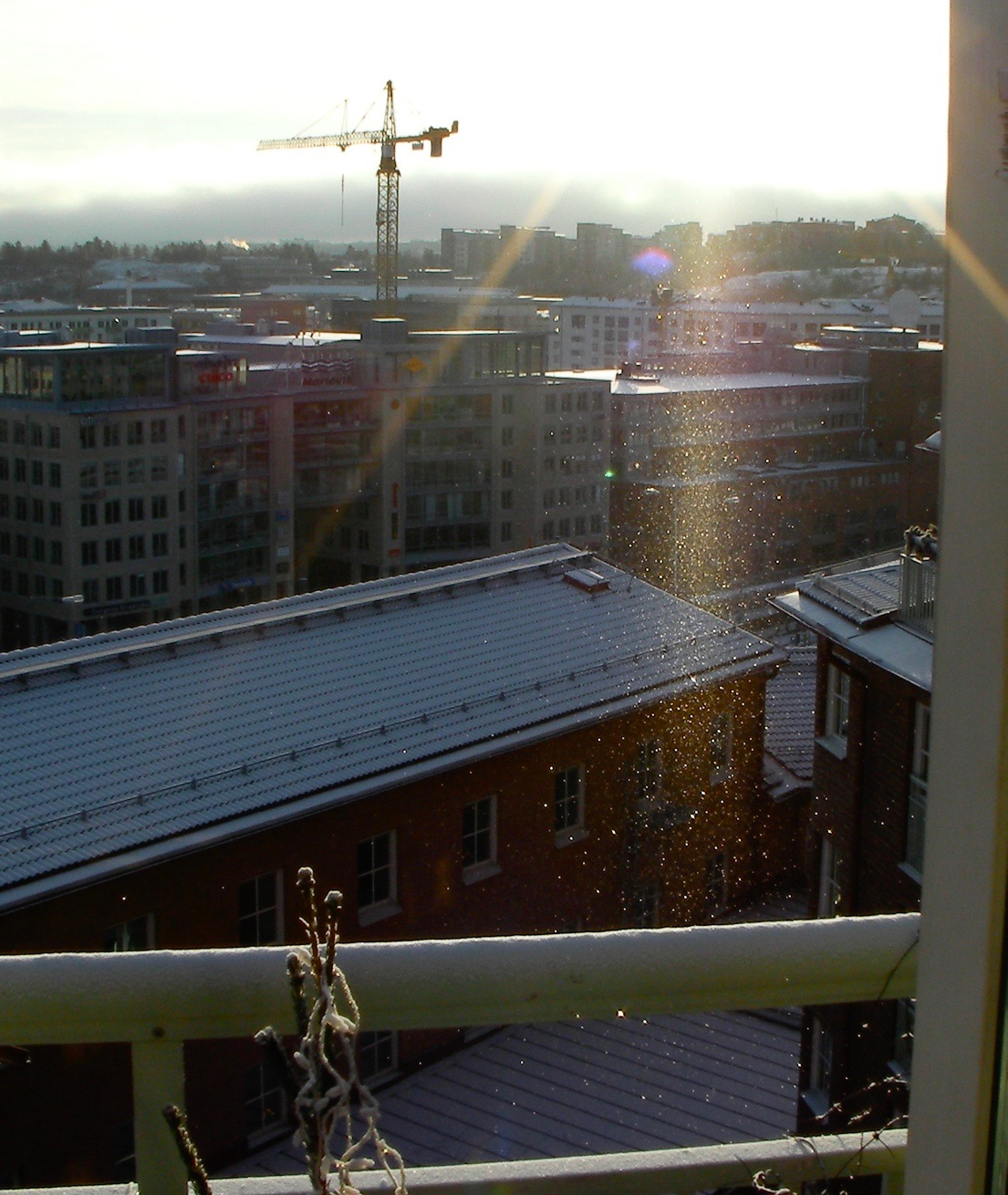
Bụi kim cương dưới ánh mặt trời mùa đông

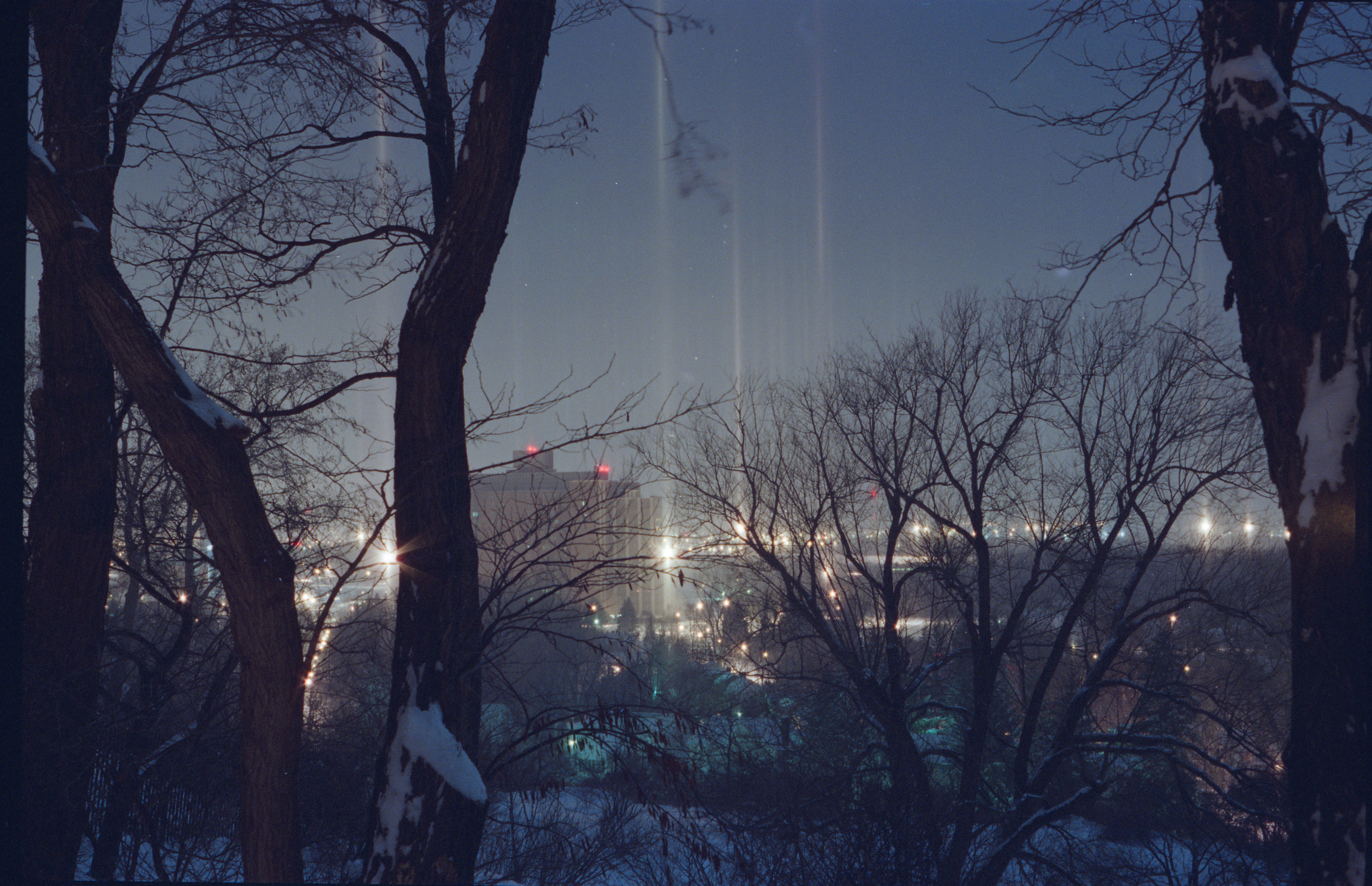
Một buổi sáng ngày 27 tháng 13 năm 1993, National Weather Service báo cáo về các tinh thể băng tại sân bay KROC Rochester được biết đến như bụi kim cương xuất hiện như những cột sáng mà tất cả các nguồn sáng trên mặt đất phản chiếu các mặt của tinh thể tạo cảm giác các cột sáng mở rộng lên không trung

Bụi kim cương (tiếng Anh: diamond dust) là hiện tượng quang học khí quyển xảy ra khi các tinh thể băng rất nhỏ xuất hiện và kết tinh, tạo thành các đám mây lấp lánh lơ lửng trên mặt đất. Hiện tượng này chỉ xảy ra trong điều kiện nhiệt độ thấp (dưới -10°C) và độ ẩm thấp, vì vậy chúng thường được thấy ở hai cực của Trái Đất hay trên các đỉnh núi cao. Bụi kim cương cũng có thể được hình thành nhân tạo bằng cách thổi các tinh thể băng vào không khí nhờ máy tạo tuyết nhân tạo.
Đặc biệt, hiện tượng này dễ quan sát nhất khi trời quang và ít gió. Khi đó, ánh sáng chiếu tới khúc xạ và phản xạ liên tục với các hạt tinh thể băng, ngoài việc tạo nên hiệu ứng lấp lánh, còn có thể tạo ra những hiện tượng quang học khác như cầu vồng, Mặt Trời giả hay hào quang 22°.
Bụi kim cương khác với những hiện tượng quang học khí quyển khác ở chỗ chúng xuất hiện trên mặt đất thay vì trên những nơi có độ cao lớn, các hạt tinh thể băng nhỏ hơn nhiều so với hạt của các hiện tượng khác. Ngoài ra, chúng xuất hiện ở những khu vực có nhiệt độ thấp thay vì chỉ xuất hiện ở một khu vực nhất định và có thể quan sát được cả ban ngày và ban đêm.

## Đặc điểm

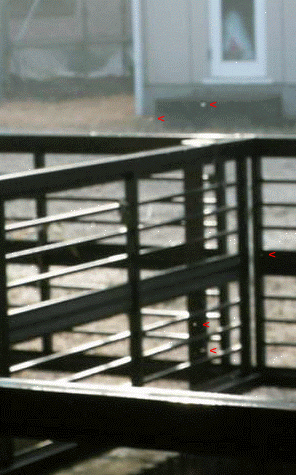
Tại Tsukuba, Ibaraki, Nhật Bản. trích từ phim MOV, trong đó các hạt băng dễ dàng được nhận ra bởi sự lấp lánh

Bụi kim cương tương tự như sương mù ở chỗ là là một đám mây dựa trên bề mặt. Tuy nhiên, nó khác với sương mù ở hai điểm chính. Nói chung sương mù dùng để chỉ một đám mây gồm nước lỏng (thuật ngữ sương mù băng thường nói đến sương mù hình thành dưới dạng nước lỏng và sau đó đóng băng, và dường như thường xảy ra ở các thung lũng có không khí bị ô nhiễm như Fairbanks, Alaska, trong khi bụi kim cương hình thành trực tiếp  như băng). Ngoài ra, sương mù là một đám mây đủ dày làm giảm đáng kể tầm nhìn, trong khi bụi kim cương thường rất mỏng và có thể không ảnh hưởng đến tầm nhìn (có rất ít tinh thể trong một thể tích không khí so với những giọt nước có trong cùng một thể tích sương mù). Tuy nhiên, bụi kim cương có thể làm giảm tầm nhìn, trong một số trường hợp xuống dưới 600 m (2.000 ft).
Độ sâu của lớp bụi kim cương có thể thay đổi đáng kể từ 20-30m (66 đến 98 ft) đến 300 m (980 ft). Bởi vì bụi kim cương không phải lúc nào cũng làm giảm tầm nhìn, nó thường được nhận ra bởi những tia sáng lóe qua xuất hiện khi các tinh thể nhỏ bé, bay trong không khí, phản chiếu ánh sáng Mặt Trời vào mắt. Hiệu ứng lấp lánh này cũng mang lại cái tên cho hiện tượng vì nó trông giống như nhiều viên kim cương nhỏ đang lóe lên trong không khí.

## Sự hình thành

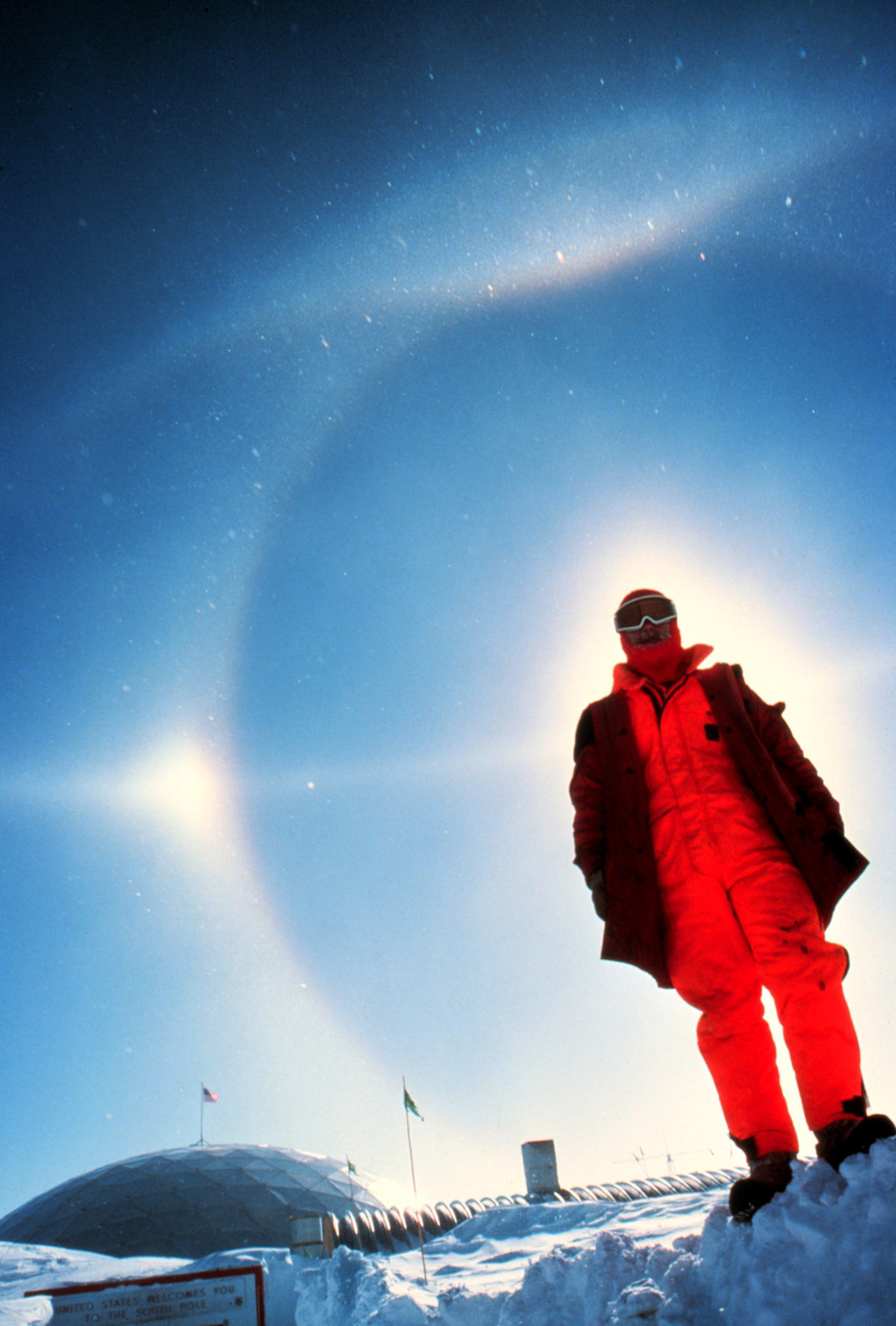
Quầng sáng xuất hiện ở Nam Cực (1980), nổi bật với một Mặt Trời giả, một hào quang 22°, vòng tròn Parhelic, vòng cung tiếp tuyến và vòng cung Parry. Bụi kim cương có thể nhìn thấy dưới dạng các chấm nhỏ phản chiếu của từng tinh thể riêng lẻ gần máy ảnh.

Những tinh thể băng này thường hình thành khi có sự đảo ngược nhiệt độ ở bề mặt và không khí ấm hơn trên mặt đất trộn với không khí lạnh hơn gần bề mặt. Do không khí ấm hơn thường chứa nhiều hơi nước hơn không khí lạnh hơn, nên sự pha trộn này thường sẽ vận chuyển hơi nước vào không khí gần bề mặt, làm cho độ ẩm tương đối của không khí gần bề mặt tăng lên. Khi độ ẩm tương đối gần bề mặt đủ lớn thì tinh thể băng có thể hình thành.
Để tạo thành bụi kim cương, nhiệt độ phải ở dưới điểm đóng băng của nước, 0 °C (32 °F) hoặc băng không thể hình thành hay tan chảy.Tuy nhiên, bụi kim cương không thường được quan sát ở nhiệt độ gần 0 °C (32 °F). Ở nhiệt độ từ 0 °C (32 °F) đến khoảng −39 °C (−38 °F) độ ẩm tương đối tăng lên có thể tạo ra sương mù hoặc bụi kim cương. Điều này là do các giọt nước rất nhỏ có thể duy trì trạng thái lỏng dưới điểm đóng băng, một trạng thái được gọi là nước siêu lạnh. Ở những khu vực có nhiều hạt nhỏ trong không khí, do ô nhiễm của con người hoặc các nguồn tự nhiên như bụi, các giọt nước có khả năng đóng băng ở nhiệt độ khoảng −10 °C (14 °F), nhưng ở những khu vực rất sạch, nơi không có các hạt (hạt nhân băng) để giúp các giọt nước đóng băng, chúng có thể ở dạng lỏng đến −39 °C (−38 °F), tại đó những giọt nước tinh khiết, rất nhỏ sẽ đóng băng. Bên trong bụi kim cương ở Nam Cực khá phổ biến ở nhiệt độ dưới khoảng -25 °C.
Bụi kim cương nhân tạo có thể được tạo ra bởi những cỗ máy tuyết thổi tinh thể băng vào không khí.  Thường có tại các khu nghỉ mát trượt tuyết.

## Tính chất quang học

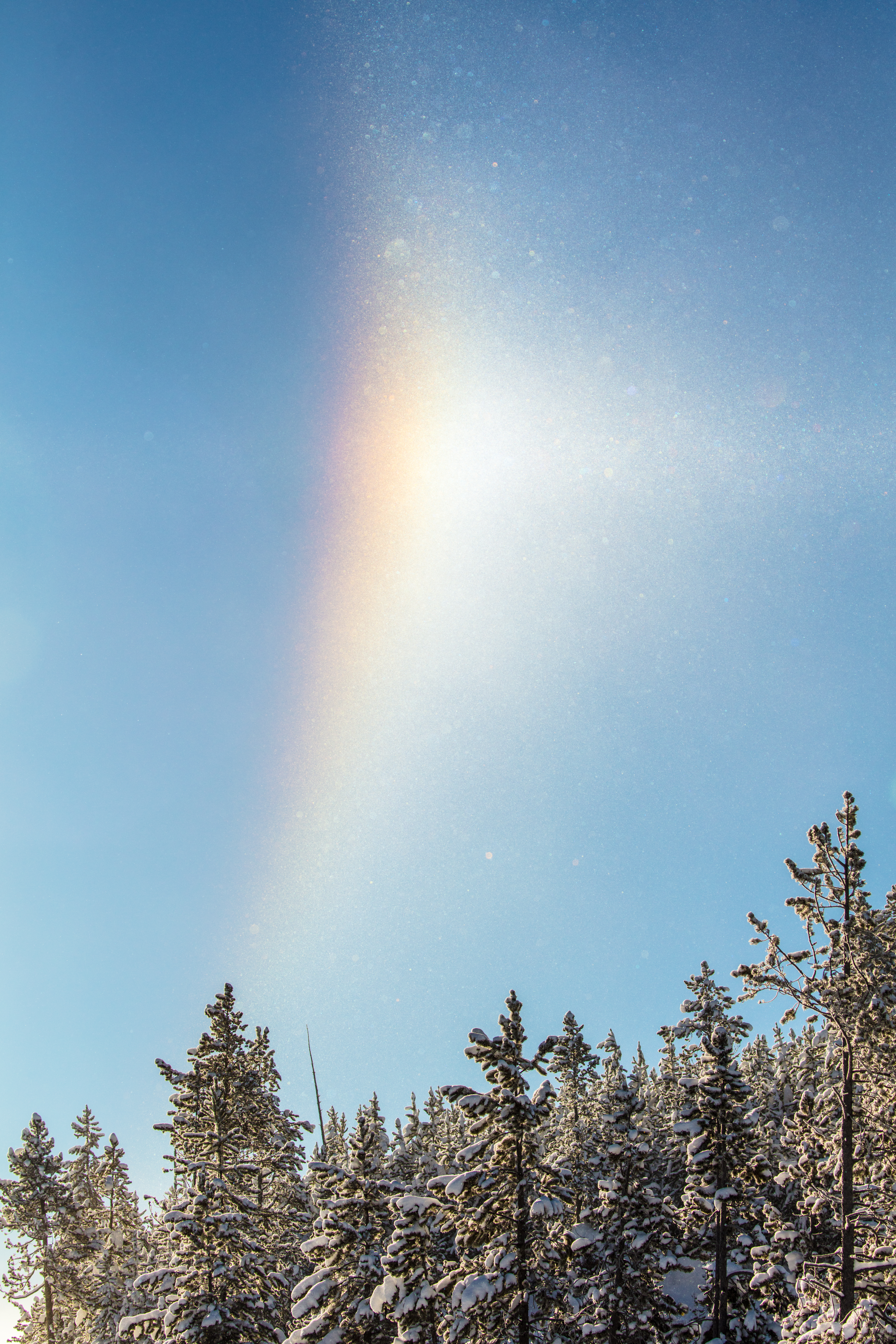
Bụi kim cuơng đi kèm với Mặt Trời giả

Bụi kim cương thường đi kèm với các hiện tượng hào quang như Mặt Trời giả, các cột sáng... Giống như các tinh thể băng trong các đám mây ti hay mây ti tầng, các tinh thể bụi kim cương hình thành trực tiếp như các tinh thể băng hình lục giác đơn giản - trái ngược với những giọt nước đóng băng - và thường hình thành một cách chậm chạp. Sự kết hợp này dẫn đến các tinh thể với hình dạng xác định - thường là các đĩa hoặc cột hình lục giác - giống như lăng kính, có thể phản xạ và/hoặc khúc xạ ánh sáng theo các hướng cụ thể.

## Khí hậu

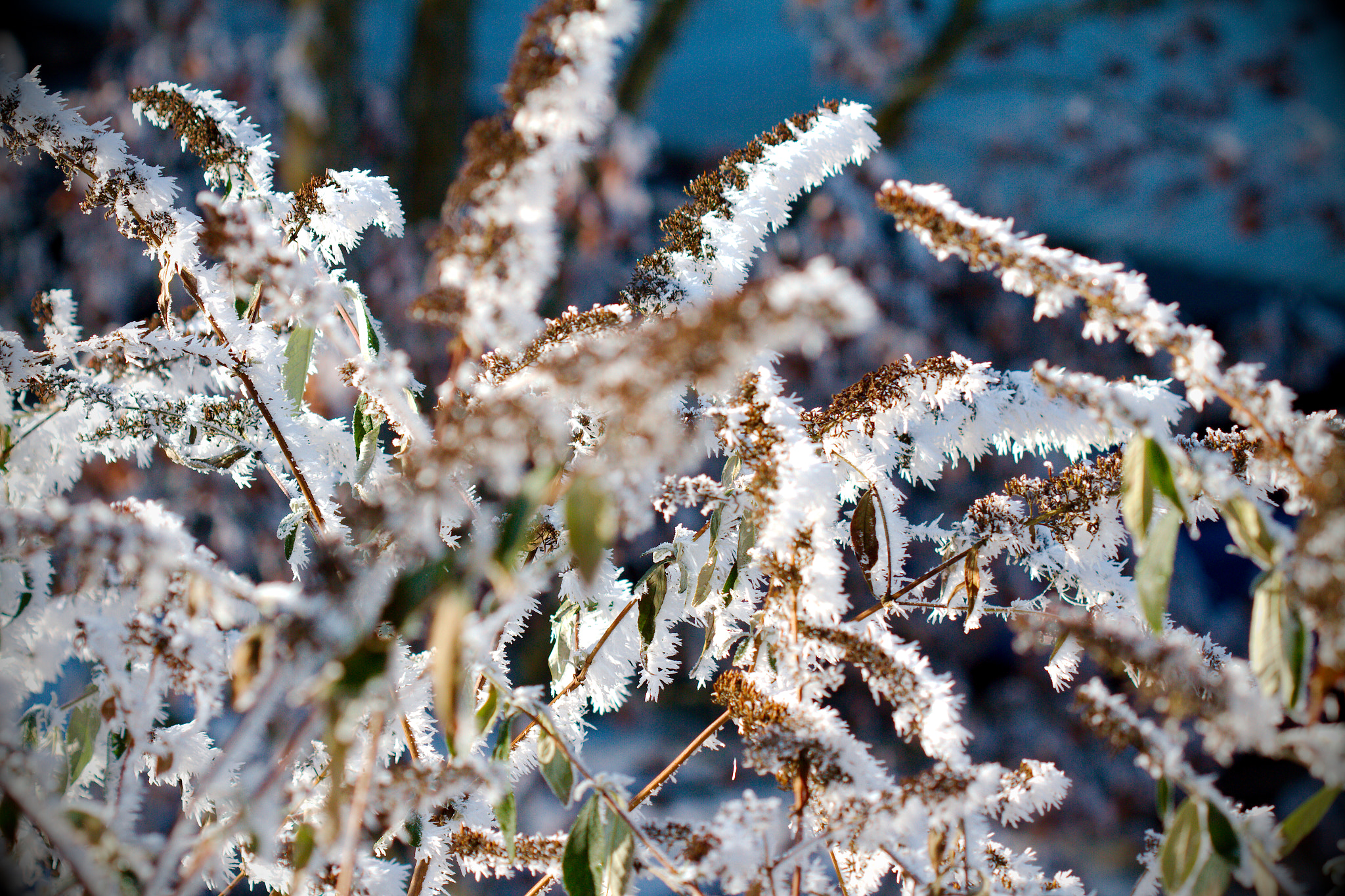
Mọi thứ được bao phủ bởi băng

Mặc dù bụi kim cương có thể được nhìn thấy ở bất kỳ khu vực nào trên thế giới có mùa đông lạnh, nhưng nó thường xảy ra nhất ở bên trong Nam Cực, nơi nó phổ biến quanh năm. Schwerdtfeger (1970) cho thấy bụi kim cương đã được quan sát thấy trung bình 316 ngày một năm tại trạm Plateau ở Nam Cực, Radok và Lile (1977) ước tính rằng hơn 70% lượng mưa tại ga Plateau năm 1967 rơi xuống dưới dạng bụi kim cương. Sau khi tan chảy, tổng lượng mưa trong năm chỉ còn 25mm (0,98in).

## Báo cáo thời tiết và can thiệp
Bụi kim cương đôi khi có thể gây ra sự cố cho các trạm thời tiết tự động tại sân bay. Ceilometer và cảm biến tầm nhìn không phải lúc nào cũng giải thích chính xác về bụi kim cương rơi và báo cáo khả năng hiển thị bằng không (bầu trời u ám). Tuy nhiên, một người quan sát sẽ nhận thấy chính xác bầu trời quang đãng và tầm nhìn không bị hạn chế. Mã định danh METAR cho bụi kim cương trong các báo cáo thời tiết hàng giờ quốc tế là IC.